# Egon Jönsson (Fußballspieler, 1926)
Egon Jönsson, auch Jonsson oder Johnsson (* 25. Oktober 1926 in Höganäs; † 20. Juli 1985), war ein schwedischer Fußballspieler, der während des Hauptteils seiner Karriere im französischen Profiligenbetrieb sowie in der Schweiz aktiv war. Als 22-Jähriger bestritt er zwei A-Länderspiele für Schweden, fiel anschließend allerdings unter die damals in Europa verbreitete Nichtberücksichtigungsregelung von im Ausland tätigen Berufssportlern. Aufgrund seiner Schussstärke wurde Jönsson häufig als „Atom-Egon“ beziehungsweise „der Bomber“ bezeichnet. Nach Beendigung seiner Karriere ließ er sich in der Schweiz nieder.

## Vereinskarriere
| Vereine                                          | von … bis      | Spiele (Tore) a |
| ------------------------------------------------ | -------------- | --------------- |
| Öresunds BK                                      |                |                 |
| Utbynäs SK                                       | 1945           |                 |
| Vårgårda IK                                      | 1945–1947      | 021 0(?)        |
| Höganäs BK                                       |                |                 |
| Redbergslids IK                                  |                |                 |
| GAIS Göteborg                                    | Apr. 1948–1950 | 043 (23)        |
| Stade Français Paris (1951/52 und 1954/55 in D2) | 1950–Dez. 1954 | 130 (74)        |
| Racing Lens                                      | Jan. 1955–1957 | 066 (52)        |
| FC Nancy (in D2)                                 | 1957/58        | 041 (29)        |
| Lausanne-Sports                                  | 1958–Nov. 1959 | 034 (18)        |
| SC Toulon                                        | Dez. 1959–1960 | 017 0(9)        |
| Yverdon-Sport (in NLB)                           | 1960–1962      | 039 (25)        |
| a nur Ligaspiele                                 |                |                 |

### In Schweden
Egon Jönsson wuchs in Schonen auf, wo er als Jugendlicher mit dem Fußballspielen beim Öresunds BK begann, aber auch als Ringer aktiv war. Ab 1945 absolvierte er seinen Wehrdienst im Artillerieregement „A2“ in der Nähe von Göteborg. Während dieser Zeit spielte er zunächst für Utbynäs SK und nach der Verlegung des Regiments nach Vårgårda beim lokalen Klub Vårgårda IK, für den er bis 1947 21 Spiele bestritt. Anschließend kehrte er in seine Geburtsstadt zurück, wo er beim Höganäs BK spielte. Später wechselte er nach Göteborg, zunächst zu Redbergslids IK und anschließend zum Erstligisten GAIS. Er debütierte für die „Makrelen“ – makrillarna ist der in Schweden gebräuchliche Spitzname der Spieler von GAIS – im April 1948 bei einem Spiel gegen Djurgårdens IF auf der Linksaußenposition und demonstrierte in der Folge bereits seine enorme Torgefährlichkeit; bis 1950 erzielte der Stoßstürmer bei 43 Ligaeinsätzen 23 Treffer und wurde auch zum Nationalspieler. Die beiden Spielzeiten schloss GAIS als Dritt- beziehungsweise Fünftplatzierter der Liga ab. Dass er in den 1940er Jahren auch noch längere Zeit für Malmö FF gespielt haben soll, erscheint angesichts der verwendeten Literatur sehr fraglich.

### Erste Profijahre in Paris
Zur Saison 1950/51 verließ er sein Heimatland und trug den Dress des französischen Erstdivisionärs Stade Français Paris. Die genauen Umstände seines Wechsels sind nicht bekannt; er gehörte aber zu einer ganzen Reihe schwedischer Fußballer, die in den frühen 1950er Jahren insbesondere nach Frankreich und Italien kamen, wo mit dem Fußballspielen Geld zu verdienen war, und die von den Vereinen nicht nur aufgrund ihrer Qualitäten, sondern auch, weil sie preiswert zu haben waren, gerne verpflichtet wurden. So kamen im selben Jahr wie Jönsson beispielsweise mit Gunnar Andersson, Gunnar Johansson und Dan Ekner drei weitere Schweden zu Olympique Marseille. In Paris benötigte Egon Jönsson eine Zeit der Akklimatisierung, zumal Stade Français ein schwaches Jahr hatte, an dessen Ende die Mannschaft sogar in die zweite Division absteigen musste. Dort allerdings platzte bei dem kräftig gebauten Angreifer mit dem harten, platzierten Schuss der Knoten, und seine 34 Punktspieltreffer trugen nicht nur wesentlich dazu bei, dass die Hauptstädter bereits zwölf Monate später wieder in die höchste Spielklasse zurückkehrten, sondern er selbst schoss sich damit auch an die Spitze aller Torjäger der Saison 1951/52 und wurde vom Publikum im heimischen Parc des Princes bald als „der Bomber“ (le bombardier) bezeichnet. Auch in der ersten Liga bildete er zusammen mit Roger Vandooren ein gefährliches Sturmduo und stand 1953 erneut unter den erfolgreichsten Angreifern der Division 1. Aber obwohl Stade Français sich insbesondere ab 1953 mit Spielern wie Kees Rijvers, Kazimir Hnatow und Louis Hon weiter verstärkte, stieg die Elf 1954 erneut in die zweite Liga ab. Als sich gegen Ende der Hinrunde abzeichnete, dass diesmal der sofortige Wiederaufstieg misslingen würde, verkaufte der Verein Egon Jönsson im Winter 1954/1955.

### Bei Racing Lens und FC Nancy
Dieser Wechsel zum Erstdivisionär Racing Lens sorgte anfangs bei den Nordfranzosen für erhebliche Diskussionen, denn es war dort unüblich, solch einen „hervorragenden Spieler, der nicht aus dem lokalen Bergarbeitermilieu stammte und viel Geld kostete“, zu verpflichten. Einige Mitglieder der Klubführung, die gleichzeitig dem Vorstand der im Verein bestimmenden Bergbaugesellschaft von Lens-Liévin angehörten, warfen Präsident Michaux sogar vor, dieser Transfer sei „der helle Wahnsinn“. Der Schwede war einer von überhaupt nur zwölf Vollprofis im 35-köpfigen Spielerkader, und auch das Lenser Publikum musste Egon Jönsson erst für sich gewinnen. Dabei kam ihm zugute, dass er selbst weiterhin viele Treffer erzielte – insgesamt traf er für Lens in 66 Punktspielen 52 mal, was ihn bis einschließlich 2012 zum fünftbesten Torschützen der Vereinsgeschichte macht – und sowohl 1956 als auch 1957 weit vorne in der Torjägerliste zu finden war; seine 29 Tore in der Saison 1956/57 bedeuteten Rang drei hinter Thadée Cisowski und Just Fontaine. Zudem war Racing Lens unter seinem österreichischen Trainer Anton Marek personell sehr gut besetzt: Namen wie Xercès Louis, Théodore Szkudlapski, Maryan Wisnieski, Michel Stievenard, Janusz „Jean“ Templin oder Erich Habitzl hatten im ganzen Land einen guten Klang, und die Mannschaft zählte Mitte der 1950er Jahre zu den stärksten Frankreichs, wurde 1955 Liga-Dritter sowie in den folgenden beiden Jahren jeweils Vizemeister.
Dennoch gab Racing seinen erfolgreichsten Stürmer 1957 ab, und Jönsson soll darüber nicht übermäßig traurig gewesen sein; denn außerhalb der Trainingsplätze und Stadien hatte er sich in der Kleinstadt Lens sozial kaum integrieren können. Ihn verpflichtete der Erstligaabsteiger FC Nancy, der durch den Verkauf seines Nationalspielers Roger Piantoni das Geld eingenommen hatte, das er für den sofortigen Wiederaufstieg in die Mannschaft investieren wollte. Und die Investition in Egon Jönsson machte sich bezahlt: am Ende der Spielzeit 1957/58 schlossen die Lothringer die Tabelle als Meister der zweiten Division ab, und der schwedische Stürmer, der in Léon Deladerrière einen routinierten Vorlagengeber an seiner Seite hatte, wurde mit 29 Treffern zum zweiten Mal nach 1952 Ligatorschützenkönig.

### In der Schweiz
Er blieb allerdings nicht bei Nancy, sondern nahm ein Angebot des Schweizer A-Nationalligisten Lausanne-Sports an, mit dem er 1959 Meisterschafts-Fünfter sowie persönlich zwölftbester NLA-Torschütze wurde. Zudem bestritt er dort seine einzigen beiden Begegnungen in einem europäischen Wettbewerb. Im Hinspiel des Messestädte-Pokals bei der Belgrader Stadtauswahl brachte „der schwedische Mittelstürmer Egon Jonsson die Eidgenossen [nach zwei Minuten] in Führung [und setzte] die 22.000 Zuschauer … unter Schock“; die Jugoslawen drehten das Spiel dann aber (Endstand: 6:1), und nach einer 3:5-Niederlage im heimischen Stade Olympique de la Pontaise schied Lausanne bereits nach der ersten Runde aus. Ende 1959 verließ er Lausanne, um noch einmal in der französischen Division 1 zu spielen. Es blieb ein kurzes Intermezzo, denn sein dortiger Verein, der SC Toulon, stieg am Saisonende ab, und Jönsson, inzwischen fast 34 Jahre alt, kehrte aus der Hafenstadt am Mittelmeer in die Schweiz zurück, wo er anschließend noch für zwei Spielzeiten den Dress von Yverdon-Sport trug. Auch dort traf er durchschnittlich noch in jeder zweiten Begegnung der Nationalliga B ins gegnerische Tor, aber eine Rückkehr in die höchste Liga des Landes blieb ihm verwehrt.
Als Egon Jönsson 1962 seine Karriere beendete, hatte er mit seinen Mannschaften keinen Landesmeistertitel und keinen Pokal gewonnen. In Frankreich reichte es zu zwei Vizemeisterschaften, dreimal bis ins Pokal-Viertelfinale (1951, 1953, 1957) und in der Coupe Charles Drago zweimal ins Endspiel, das er aber 1957 mit Lens 1:3 gegen Olympique Marseille und 1960 mit Toulon 2:3 gegen Lens verlor, wobei ihm 1960 wenigstens ein Tor gelang. Aber Jönsson konnte auf eine außergewöhnliche Erfolgsquote zurückblicken; er hat in den 14 Jahren seit 1948 insgesamt 370 Punktspiele bestritten und darin 230 Treffer erzielt, davon 43 (23) in Schweden, 163 (96) in Frankreichs erster sowie 91 (68) in der zweiten Liga und 73 (43) in der Schweiz. In Frankreich kamen noch 27 Einsätze mit 24 Toren in Coupe de France und Coupe Drago hinzu.
Während seiner Zeit in der Schweiz absolvierte Jönsson eine Ausbildung zum Chiropraktiker. Nach seinem Karriereende blieb er dort, behandelte vor allem Sportverletzungen und galt als gefragter Fachmann für Rehabilitation. 1985 starb er in seinem 59. Lebensjahr an einer unheilbaren Krankheit.

## In der Nationalmannschaft
Egon Jönsson hat 1949 zwei A-Länderspiele für Schweden bestritten und auch in diesem Kreis einen Treffer erzielt. Dieses Tor war ein wuchtiger Volleyschuss aus 25 Metern Entfernung, gegen den Torhüter Ted Ditchburn keine Abwehrchance besaß, als das Drei-Kronen-Team die favorisierten Engländer am 13. Mai in Stockholm mit 3:1 besiegte, und dieser Treffer soll auch dafür verantwortlich gewesen sein, dass der Torjäger fortan den Spitznamen „Atom-Egon“ trug. In einem 2004 veröffentlichten Rückblick auf Jönssons Karriere heißt es über diesen spektakulären Vorgang, es sei „ein Schuss wie ein Pinselstrich von Picasso“ gewesen.
Drei Wochen danach kam Jönsson im gleichfalls 3:1 gewonnenen Weltmeisterschafts-Qualifikationsspiel gegen Irland zu seinem zweiten und letzten Einsatz in Blau-Gelb. Dass er es nicht auf mehr Länderspiele gebracht hat, lag zum einen an der starken Konkurrenz – Schweden war 1948 Olympiasieger (mit dem legendären „Gre-No-Li-Sturm“) und 1950 Weltmeisterschafts-Dritter (unter anderem mit seinem Namensvetter und Lennart Skoglund als Angreifern im WM-Aufgebot) geworden –, zum anderen daran, dass der schwedische Verband anschließend keine Auslandsprofis mehr berücksichtigte.

## Palmarès
- Französischer Vizemeister: 1956, 1957
- Französischer Zweitligameister: 1952, 1958
- Torschützenkönig der Division 2: 1952, 1958
- Coupe Charles Drago: Finalist 1957, 1960